# Dyskografia Ladytron
Brytyjski zespół muzyki elektronicznej Ladytron wydał 7 albumów studyjnych, album koncertowy, 10 albumów kompilacyjnych, 6 EP-ek, 27 singli, album wideo i 25 teledysków (stan na 2025 roku). Zespół powstał w 1999 roku w Liverpoolu. W jego skład wchodzą: Helen Marnie (wokal prowadzący, syntezatory), Mira Aroyo (wokal, syntezatory) i Daniel Hunt (syntezatory, gitara elektryczna, wokal), a do 2023 roku także Reuben Wu (syntezatory).

## Albumy

### Albumy studyjne
| Rok                                                     | Tytuł               | Szczegóły                                                                             | Najwyższa pozycja na liście | Najwyższa pozycja na liście | Najwyższa pozycja na liście | Najwyższa pozycja na liście | Najwyższa pozycja na liście | Najwyższa pozycja na liście | Najwyższa pozycja na liście | Najwyższa pozycja na liście | Najwyższa pozycja na liście |
| Rok                                                     | Tytuł               | Szczegóły                                                                             | UK                          | UK Dance                    | UK Indie                    | SCO                         | FIN                         | US                          | US Dance                    | US Heat.                    | US Indie                    |
| ------------------------------------------------------- | ------------------- | ------------------------------------------------------------------------------------- | --------------------------- | --------------------------- | --------------------------- | --------------------------- | --------------------------- | --------------------------- | --------------------------- | --------------------------- | --------------------------- |
| 2001                                                    | 604                 | - Wydano: 6 lutego 2001 - Wydawca: Invicta Hi-Fi - Format: CD, LP, digtal download    | —                           | —                           | 37                          | —                           | —                           | —                           | —                           | —                           | —                           |
| 2002                                                    | Light & Magic       | - Wydano: 17 września 2002 - Wydawca: Telstar - Format: CD, LP, digital download      | —                           | —                           | 31                          | —                           | —                           | —                           | 7                           | —                           | 24                          |
| 2005                                                    | Witching Hour       | - Wydano: 3 października 2005 - Wydawca: Island - Format: CD, LP, digital download    | 81                          | 2                           | —                           | 81                          | —                           | —                           | 7                           | 32                          | 40                          |
| 2008                                                    | Velocifero          | - Wydano: 3 czerwca 2008 - Wydawca: Nettwerk - Format: CD, LP, digital download       | 75                          | —                           | 6                           | 75                          | —                           | 131                         | 3                           | 3                           | —                           |
| 2011                                                    | Gravity the Seducer | - Wydano: 12 września 2011 - Wydawca: Nettwerk - Format: CD, LP, digital download     | 72                          | —                           | 11                          | —                           | 50                          | 112                         | 6                           | 2                           | 27                          |
| 2019                                                    | Ladytron            | - Wydano: 15 lutego 2019 - Wydawca: Ladytron Music - Format: CD, LP, digital download | —                           | —                           | 5                           | 26                          | —                           | —                           | 13                          | 3                           | 10                          |
| 2023                                                    | Time’s Arrow        | - Wydano: 20 stycznia 2023 - Wydawca: Ladytron Music, Cooking Vinyl                   | 67                          | —                           | 4                           | 6                           | —                           | —                           | —                           | —                           | —                           |
| „—” oznacza, że album nie był notowany na danej liście. |                     |                                                                                       |                             |                             |                             |                             |                             |                             |                             |                             |                             |
| [ 1 ] [ 2 ]                                             | [ 1 ] [ 2 ]         | [ 1 ] [ 2 ]                                                                           | [ 3 ]                       | [ 3 ]                       | [ 3 ]                       | [ 3 ]                       | [ 4 ]                       | [ 5 ]                       | [ 6 ]                       | [ 7 ]                       | [ 8 ]                       |

### Albumy koncertowe
| Rok  | Tytuł                           | Szczegóły                                                                    | Źr.          |
| ---- | ------------------------------- | ---------------------------------------------------------------------------- | ------------ |
| 2009 | Live at London Astoria 16.07.08 | - Wydano: 2009 - Wydawca: wydanie własne - Formaty: CD, LP, digital download | [ 9 ] [ 10 ] |

### Kompilacje
| Rok                                                     | Tytuł                          | Szczegóły                                                                              | Najwyższa pozycja na liście | Najwyższa pozycja na liście | Najwyższa pozycja na liście |
| Rok                                                     | Tytuł                          | Szczegóły                                                                              | UK Dance                    | UK Indie                    | US Dance                    |
| ------------------------------------------------------- | ------------------------------ | -------------------------------------------------------------------------------------- | --------------------------- | --------------------------- | --------------------------- |
| 2003                                                    | Softcore Jukebox               | - Wydano: 7 października 2003 - Wydawca: Emperor Norton - Format: CD                   | —                           | —                           | 24                          |
| 2009                                                    | 604 (Remixed & Rare)           | - Wydano: 1 września 2009 - Wydawca: Redbird, Cobraside - Format: CD, digital download | —                           | —                           | —                           |
| 2009                                                    | Light & Magic (Remixed & Rare) | - Wydano: 1 września 2009 - Wydawca: Redbird, Cobraside - Format: CD, digital download | —                           | —                           | —                           |
| 2010                                                    | Velocifero (Remixed & Rare)    | - Wydano: 6 kwietnia 2010 - Wydawca: Nettwerk - Format: CD, digital download           | —                           | —                           | —                           |
| 2011                                                    | Best of Remixes                | - Wydano: 8 marca 2011 - Wydawca: Nettwerk - Format: digital download                  | —                           | —                           | —                           |
| 2011                                                    | Best of 00–10                  | - Wydano: 28 marca 2011 - Wydawca: Nettwerk - Format: CD, digital download             | 28                          | 28                          | 20                          |
| 2011                                                    | Witching Hour (Remixed & Rare) | - Wydano: 20 grudnia 2011 - Wydawca: Nettwerk - Format: CD, digital download           | —                           | —                           | —                           |
| 2013                                                    | Gravity the Seducer (Remixed)  | - Wydano: 29 listopada 2013 - Wydawca: Nettwerk - Format: CD, LP, digital download     | —                           | —                           | —                           |
| 2022                                                    | Ladytron (Remixed & Rare)      | - Wydano: 28 stycznia 2022 - Wydawca: Ladytron Music - Format: digital download        | —                           | —                           | —                           |
| 2024                                                    | Time’s Arrow Remixed           | - Wydano: 25 października 2024 - Wydawca: Ladytron Music - Format: digital download    | —                           | —                           | —                           |
| „—” oznacza, że album nie był notowany na danej liście. |                                |                                                                                        |                             |                             |                             |
| [ 1 ] [ 2 ]                                             | [ 1 ] [ 2 ]                    | [ 1 ] [ 2 ]                                                                            | [ 3 ]                       | [ 3 ]                       | [ 6 ]                       |

## EP-ki
| Rok                                                      | Tytuł                      | Szczegóły                                                                 | Najwyższa pozycja na liście |
| Rok                                                      | Tytuł                      | Szczegóły                                                                 | US Dance                    |
| -------------------------------------------------------- | -------------------------- | ------------------------------------------------------------------------- | --------------------------- |
| 1999                                                     | Miss Black and Her Friends | - Wydano: grudzień 1999 - Wydawca: Bambini - Format: CD                   | —                           |
| 2000                                                     | Commodore Rock             | - Wydano: czerwiec 2000 - Wydawca: Emperor Norton - Formaty: CD, 10", 12" | —                           |
| 2000                                                     | Mu-Tron EP                 | - Wydano: październik 2000 - Wydawca: Invicta Hi-Fi - Formaty: CD, 12"    | —                           |
| 2006                                                     | Extended Play              | - Wydano: 11 kwietnia 2006 - Wydawca: Rykodisc - Format: CD + DVD         | 19                          |
| 2006                                                     | The Harmonium Sessions     | - Wydano: 2006 - Wydawca: wydanie własne - Formaty: CD, digital download  | —                           |
| 2011                                                     | Ace of Hz                  | - Wydano: 11 stycznia 2011 - Wydawca: Nettwerk - Format: digital download | —                           |
| „—” oznacza, że EP-ka nie była notowana na danej liście. |                            |                                                                           |                             |
| [ 1 ] [ 2 ]                                              | [ 1 ] [ 2 ]                | [ 1 ] [ 2 ]                                                               | [ 6 ]                       |

## Single
| Rok                                                       | Tytuł                                        | Najwyższa pozycja na liście | Najwyższa pozycja na liście | Najwyższa pozycja na liście | Najwyższa pozycja na liście | Najwyższa pozycja na liście | Najwyższa pozycja na liście | Album               |
| Rok                                                       | Tytuł                                        | UK                          | UK Dance                    | UK Indie                    | AUS                         | US Sales                    | US Dance                    | Album               |
| --------------------------------------------------------- | -------------------------------------------- | --------------------------- | --------------------------- | --------------------------- | --------------------------- | --------------------------- | --------------------------- | ------------------- |
| 1999                                                      | „He Took Her to a Movie”                     | —                           | —                           | —                           | —                           | —                           | —                           | 604                 |
| 2001                                                      | „The Way That I Found You”                   | 88                          | —                           | 17                          | —                           | —                           | —                           | 604                 |
| 2001                                                      | „Playgirl”                                   | 89                          | —                           | 21                          | —                           | —                           | —                           | 604                 |
| 2002                                                      | „Seventeen”                                  | 68                          | 20                          | 10                          | 45                          | —                           | —                           | Light & Magic       |
| 2003                                                      | „Blue Jeans”                                 | 43                          | 4                           | 3                           | —                           | —                           | —                           | Light & Magic       |
| 2003                                                      | „Evil”                                       | 44                          | 4                           | 6                           | —                           | —                           | —                           | Light & Magic       |
| 2003                                                      | „Cracked LCD” / „USA vs White Noise”         | —                           | —                           | —                           | —                           | —                           | —                           | Light & Magic       |
| 2005                                                      | „Sugar”                                      | 45                          | 1                           | —                           | —                           | —                           | —                           | Witching Hour       |
| 2005                                                      | „Destroy Everything You Touch”               | 42                          | —                           | —                           | —                           | —                           | —                           | Witching Hour       |
| 2005                                                      | „International Dateline” (singel promocyjny) | —                           | —                           | —                           | —                           | —                           | —                           | Witching Hour       |
| 2007                                                      | „Weekend”                                    | —                           | —                           | —                           | —                           | —                           | —                           | Witching Hour       |
| 2007                                                      | „Soft Power”                                 | —                           | —                           | —                           | —                           | —                           | —                           | Witching Hour       |
| 2008                                                      | „Ghosts”                                     | 109                         | —                           | 3                           | —                           | 43                          | —                           | Velocifero          |
| 2008                                                      | „Runaway”                                    | —                           | —                           | 1                           | —                           | —                           | 30                          | Velocifero          |
| 2009                                                      | „Tomorrow”                                   | —                           | —                           | 4                           | —                           | —                           | —                           | Velocifero          |
| 2011                                                      | „Ace of Hz”                                  | —                           | —                           | —                           | —                           | 9                           | —                           | Best of 00–10       |
| 2011                                                      | „White Elephant”                             | —                           | —                           | —                           | —                           | —                           | —                           | Gravity the Seducer |
| 2011                                                      | „Ambulances”                                 | —                           | —                           | —                           | —                           | —                           | —                           | Gravity the Seducer |
| 2011                                                      | „Mirage”                                     | —                           | —                           | —                           | —                           | —                           | —                           | Gravity the Seducer |
| 2018                                                      | „The Animals”                                | —                           | —                           | —                           | —                           | —                           | —                           | Ladytron            |
| 2018                                                      | „The Island”                                 | —                           | —                           | —                           | —                           | —                           | —                           | Ladytron            |
| 2018                                                      | „Far from Home”                              | —                           | —                           | —                           | —                           | —                           | —                           | Ladytron            |
| 2019                                                      | „Deadzone”                                   | —                           | —                           | —                           | —                           | —                           | —                           | Ladytron            |
| 2020                                                      | „Tower of Glass”                             | —                           | —                           | —                           | —                           | —                           | —                           | Ladytron            |
| 2022                                                      | „City of Angels”                             | —                           | —                           | —                           | —                           | —                           | —                           | Time’s Arrow        |
| 2022                                                      | „Misery Remember Me”                         | —                           | —                           | —                           | —                           | —                           | —                           | Time’s Arrow        |
| 2022                                                      | „Faces”                                      | —                           | —                           | —                           | —                           | —                           | —                           | Time’s Arrow        |
| „—” oznacza, że singel nie była notowany na danej liście. |                                              |                             |                             |                             |                             |                             |                             |                     |
| [ 1 ] [ 2 ]                                               | [ 1 ] [ 2 ]                                  | [ 3 ]                       | [ 3 ]                       | [ 3 ]                       | [ 4 ]                       | [ 14 ]                      | [ 7 ]                       |                     |

## Wideografia

### Albumy wideo
| Rok  | Tytuł                | Szczegóły                                                   | Źr.    |
| ---- | -------------------- | ----------------------------------------------------------- | ------ |
| 2011 | Best of 00–10 Videos | - Wydano: 10 maja 2011 - WYdawca: Nettwerk - Format: iTunes | [ 15 ] |

### Teledyski
| Rok  | Tytuł                          | Reżyseria                  | Źr.           |
| ---- | ------------------------------ | -------------------------- | ------------- |
| 2000 | „Playgirl” (wersja 1.)         | James Slater, Neil McLean  | [ 16 ] [ 17 ] |
| 2001 | „Playgirl” (wersja 2.)         | James Slater, Neil McLean  | [ 16 ] [ 17 ] |
| 2001 | „Playgirl” (wersja reżyserska) | James Slater, Neil McLean  | [ 16 ] [ 17 ] |
| 2003 | „Seventeen”                    | David Chaudoir             | [ 16 ] [ 17 ] |
| 2003 | „Evil” (wersja UK)             | Scott Lyon                 | [ 16 ] [ 17 ] |
| 2003 | „Evil” (wersja USA)            | James Slater, Neil McLean  | [ 16 ] [ 17 ] |
| 2003 | „Blue Jeans”                   | James Slater, Neil McLean  | [ 16 ] [ 17 ] |
| 2005 | „Sugar”                        | Andy Roberts               | [ 16 ] [ 17 ] |
| 2005 | „Destroy Everything You Touch” | Adam Bartley               | [ 16 ] [ 17 ] |
| 2008 | „Ghosts”                       | Joseph Kahn                | [ 16 ]        |
| 2008 | „Runaway”                      | Mike Sharpe, Barney Steele | [ 16 ]        |
| 2009 | „Tomorrow”                     | Neil Krug                  | [ 16 ]        |
| 2011 | „Ace of Hz”                    | Chino Moya                 | [ 16 ]        |
| 2011 | „White Elephant”               | Michele Civetta            | [ 16 ]        |
| 2011 | „Mirage”                       | Michael Sherrington        | [ 16 ]        |
| 2013 | „International Dateline”       | Daniel Hunt                | [ 16 ]        |
| 2018 | „The Animals”                  | Fernando Nogari            | [ 18 ]        |
| 2018 | „The Island”                   | Bryan M. Ferguson          | [ 19 ]        |
| 2019 | „Deadzone”                     | Bryan M. Ferguson          | [ 17 ]        |
| 2020 | „Tower of Glass”               | Manuel Nogueira            | [ 16 ]        |
| 2022 | „Light & Magic”                | nieznany                   | [ 16 ]        |
| 2022 | „True Mathematics”             | nieznany                   | [ 16 ]        |
| 2022 | „City of Angels”               | Manuel Nogueira            | [ 20 ]        |
| 2023 | „Faces”                        | Daniel Hunt                | [ 21 ]        |
| 2023 | „Misery Remember Me”           | nieznany                   | [ 22 ]        |